# Vickers A1E1 Independent
A Vickers Independent 1927-es modell. A tervezők kihasználták a kor lehetőségeit, hogy nagyobb páncélvédettségű, de mégis mozgékony harckocsit alkossanak. A 10 fős kezelőszemélyzet egy harckocsiparancsnokból, két toronytüzérből, négy géppuskásból, egy harckocsivezetőből és két szerelőből állt.
Feltűnő a hasonlóság a francia Char 2C harckocsival.

## Egyéb adatok
- Gázlóképesség: 1,2 m
- Mászóképesség: 40°
- Árokáthidaló képesség: 4,6 m
- Lépcsőmászó képesség: 1,5 m
- Hasmagasság: 0,7 m

## Galéria

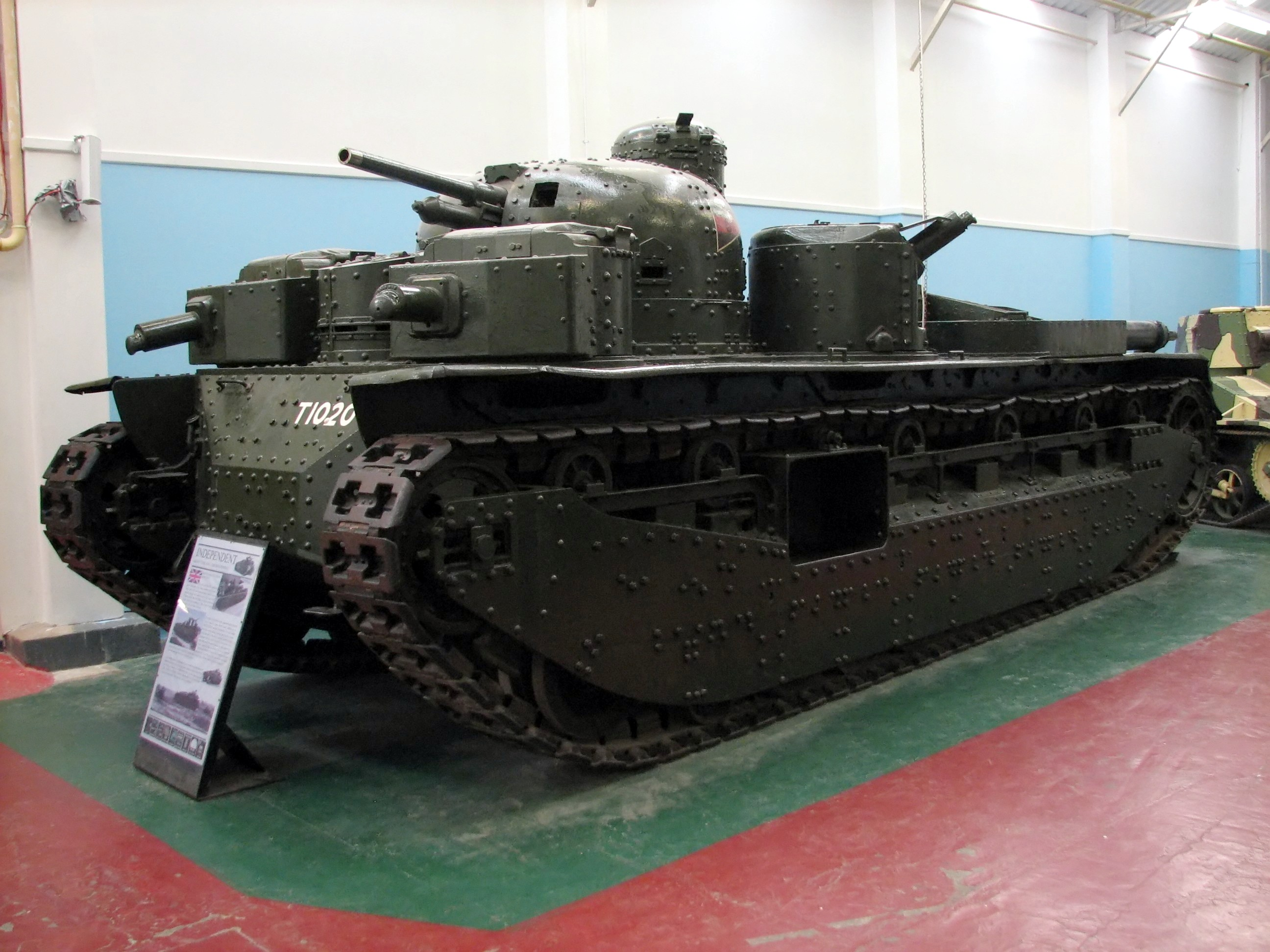
A Vickers Independent a bovingtoni tankmúzeumban
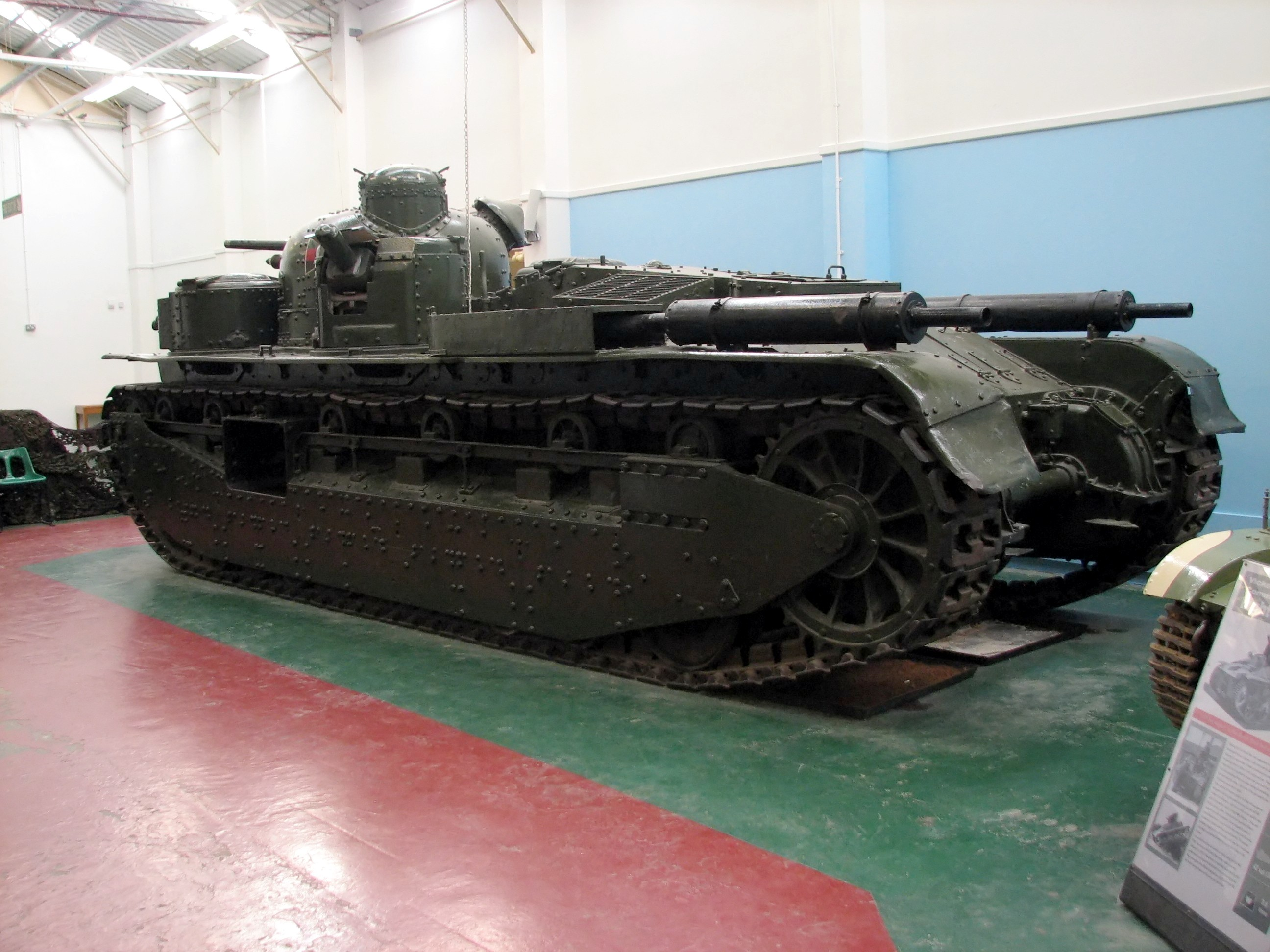
A Vickers Independent hátsó félprofilból